# 二河白道
二河白道（にがびゃくどう）とは、浄土教における極楽往生を願う信心の譬喩。二河譬（にがひ）とも。善導が浄土教の信心を喩えたとされる。主に掛け軸に絵を描いて説法を行った。

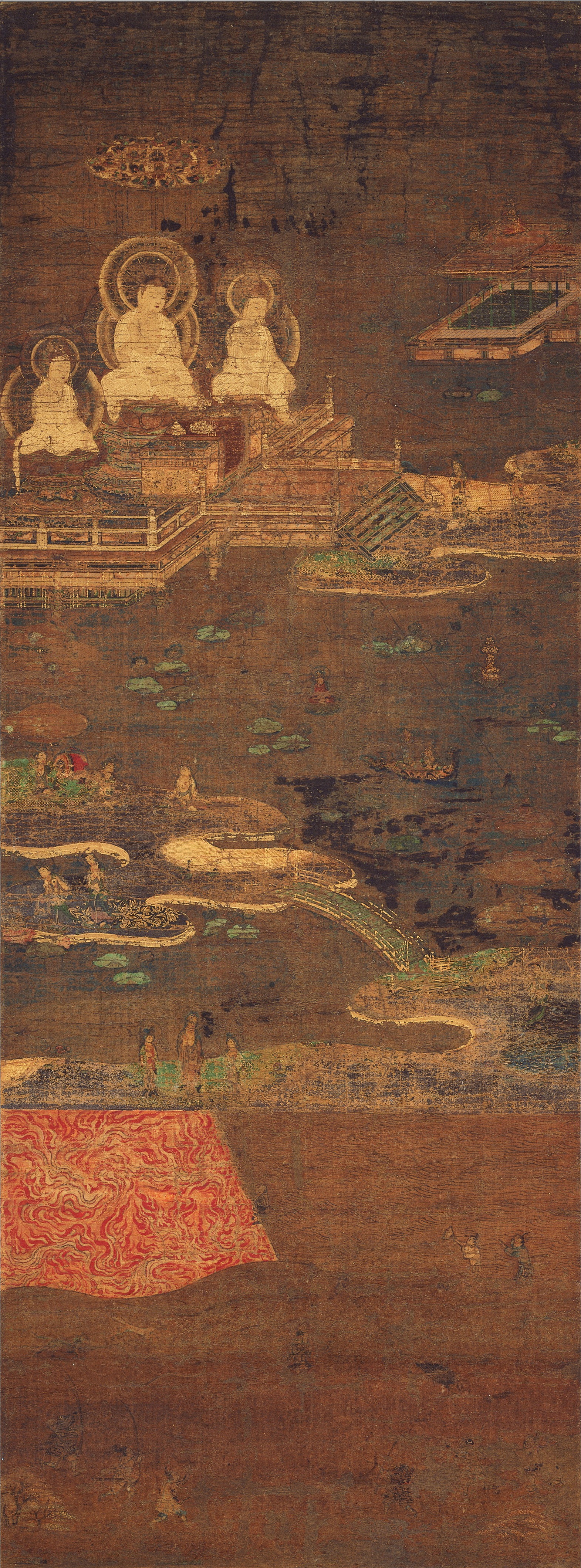
二河白道図（奈良国立博物館蔵、重要文化財）

絵では上段に阿弥陀仏と観音菩薩・勢至菩薩の二菩薩が描かれ、中段から下には真っ直ぐの細く白い線が引かれている。
白い線の右側には水の河が逆巻き、左側には火の河が燃え盛っている様子が描かれている。
下段にはこちらの岸に立つ人物とそれを追いかける盗賊、獣の群れが描かれている。
下段の岸は現世、上段の岸は浄土のこと。
右の河は貪りや執着の心（欲に流されると表すことから水の河）を表し、左の河は怒りや憎しみ（憎しみは燃え上がると表すことから火の河）をそれぞれ表す。
盗賊や獣の群れも同じく欲を表す。
東岸からは釈迦の「逝け」という声がし、西岸からは阿弥陀仏の「来たれ」という声がする。
この喚び声に応じて人物は白い道をとおり西岸に辿りつき、悟りの世界である極楽へ往生を果たすというもの。